# Disparition (musikalbum)
Disparition är Sällskapets tredje musikalbum, utgivet i mars 2018. På denna skiva är Andrea Schroeder sångerska. Tidigare medlemmen Joakim Thåström medverkar på låten L'Autostrada.

## Låtlista
1. Disparition, Pt. 1
2. Morgenlicht
3. Die Zeit vergeht
4. Westerplatte
5. L'Autostrada (Joakim Thåström - sång)
6. Wandler
7. Waltzer
8. Tiefenrausch
9. Disparition, Pt. 2

## Banduppsättning
- Andrea Schroeder - sång
- Pelle Ossler - gitarr, bas, piano
- Niklas Hellberg - keyboard, synthesizer, programmeringar, ljudeffekter